# Бромат неодима
Бромат неодима — неорганическое соединение,
соль неодима и бромноватой кислоты
с формулой Nd(BrO3)3,
образует кристаллогидраты — красные кристаллы.

## Получение
- Обменная реакция между сульфатом неодима и броматом бария:

{\displaystyle {\mathsf {Nd_{2}(SO_{4})_{3}+3Ba(BrO_{3})_{2}\ {\xrightarrow {}}\ 2Nd(BrO_{3})_{3}+3BaSO_{4}\downarrow }}}

## Физические свойства
Бромат неодима образует кристаллы.
Образует кристаллогидрат состава Nd(BrO3)3•9H2O — красные кристаллы,
гексагональной сингонии,
пространственная группа P 62c,
параметры ячейки a = 1,173 нм, c = 0,676 нм, Z = 2,
плавится в собственной кристаллизационной воде при 66,7°С, при 150°С теряет воду.